# Herostrat
Herostrat (în greacă veche Ἡρόστρατος) — sau Herostratus — a fost un piroman grec din secolul al IV-lea î.Hr., care a încercat să devină celebru prin distrugerea Templului zeiței Artemis din Efes, una dintre cele Șapte Minuni ale Lumii Antice. Gestul său a determinat instituirea legii cu privire la damnatio memoriae, prin care s-a interzis oricărei persoane să-i menționeze numele. Cu toate acestea, numele său a devenit o metonimie pentru cineva care comite un act criminal cu scopul de a deveni faimos.

## Istorie

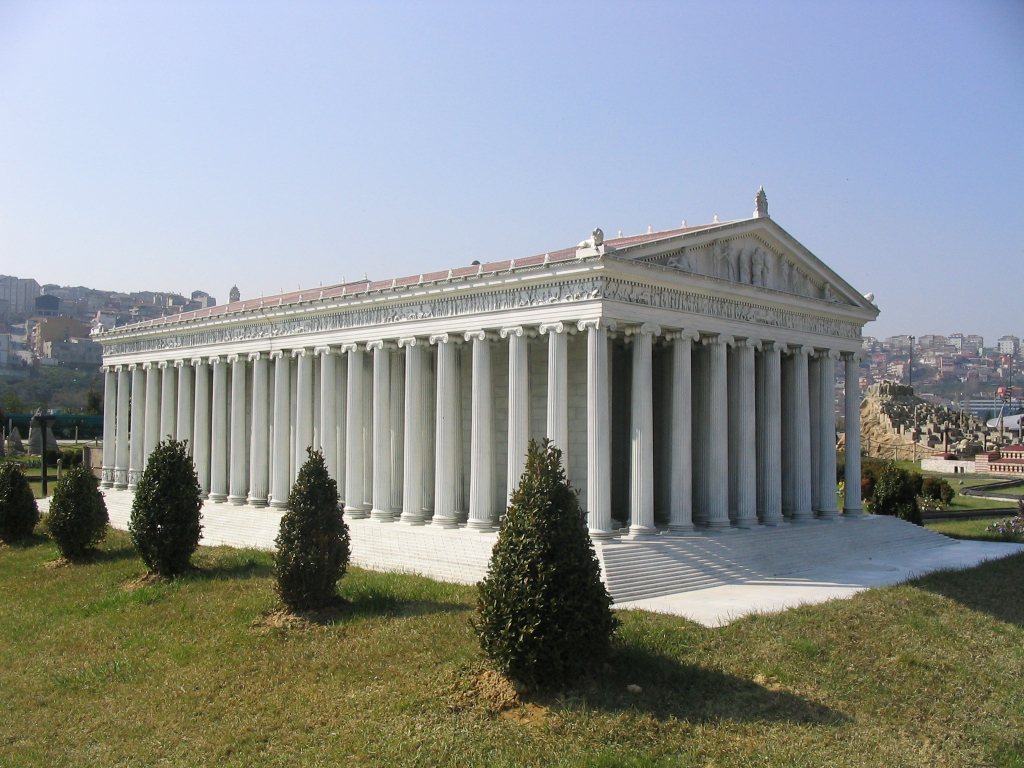
Un model modern al Templului zeiței Artemis.

Dovezile arheologice indică faptul că locul pe care s-a aflat Templul zeiței Artemis din Efes a avut o întrebuințare religioasă încă din Epoca Bronzului, iar clădirea originală a fost distrusă în timpul unei inundații în secolul al VII-lea î.Hr. Construirea unui al doilea templu a fost comandată de regele Cresus din Lidia în jurul anului 560 î.Hr., iar noul templu a fost construit de arhitecți cretani, printre care și Chersifron, în mare parte din marmură și măsura 102 metri lungime și 55 de metri lățime, având piloni înalți de 12 metri. La bazele pilonilor erau sculptate statui de zeități în mărimi reale, iar pe acoperiș se afla o statuie a zeiței Artemis. Cel de-al doilea templu a fost inclus pe lista celor Șapte Minuni ale Lumii Antice de către Herodot în secolul al V-lea î.Hr. și a fost bine cunoscut de mulți oameni din lumea antică.

Se cunosc puține lucruri despre viața lui Herostrat, deși se crede că el ar fi fost o persoană cu o poziție socială joasă, un  non-efesian sau un sclav. Potrivit tradiției, incendiul care a distrus cel de-al doilea templu a avut loc în ziua în care s-a născut Alexandru cel Mare, 21 iulie 356 î.Hr. Herostrat a fost prins și torturat pe o scară, mărturisind că a comis incendierea într-o încercare de a face ca numele său să devină nemuritor. Pentru a-i descuraja pe cei care aveau intenții similare, autoritățile efesiene nu numai că l-au executat pe Herostrat, dar au încercat să-l condamne la anonimat prin interzicerea menționării numelui lui sub amenințarea pedepsei cu moartea. Cu toate acestea, istoricul antic Theopompus menționează numele lui Herostrat în Philippica, iar el apare din nou în operele istorice de mai târziu ale lui Strabon. Se spune că, de fapt, numele său a supraviețuit numelui judecătorilor lui, iar în Hydriotaphia Sir Thomas Browne a afirmat: 
Dar nedreptatea uitării își împrăștie orbește semințele și se ocupă cu perpetuarea amintirii oamenilor fără a ține cont de merite... Herostratus trăiește pentru că a dat foc Templului Dianei, numele celui care l-a construit s-a pierdut...  Cine știe dacă cei mai buni dintre oameni sunt cunoscuți? sau dacă nu au fost uitate persoane mai remarcabile decât oricare dintre cele menționate în relatările cunoscute ale timpului?
Lucrările de construire a unui al treilea templu pe același loc au început în 323 î.Hr., rezultând un templu mai mare și mai frumos ornat, pe care Antipater din Sidon l-a inclus între cele șapte minuni ale lumii antice.

## Moștenire
Numele lui Herostrat a pătruns în literatura clasică și a fost folosit în limbile moderne ca un termen pentru a desemna o persoană care comite un act criminal cu scopul de a obține notorietate, dobândind astfel o faimă herostratică.

### Termen
Termenul „faimă herostratică” se referă la Herostrat și înseamnă „faimă [căutaăt] cu orice preț”.

### Menționare în literatură și artă
- Chaucer face referire la Herostrat[11] în The House of Fame: „I am that ylke shrewe, ywis, / That brende the temple of Ysidis / In Athenes, loo, that citee." / "And wherfor didest thou so?” spune ea. / „By my thrift”, spune el, „madame, / I wolde fayn han had a fame, / As other folk hadde in the toun...”[12]
- Mulți autori din Spania secolelor al XVI-lea și al XVII-lea se referă la Herostrat pentru a-l reprezenta pe cineva care este dispus să facă orice pentru a deveni faimos. Se discută despre el în Capitolul 8 a părții a II-a a romanului Don Quijote (1615) al lui Cervantes, alături de Iulius Cezar și Hernán Cortés, printre alții. Don García, protagonistul cărții La verdad sospechosa a lui Ruiz de Alarcón, compară faptele sale cu cele ale personajului antic.[13]
- În capitolul intitulat „Vise” al cărții Mardi și o călătorie până acolo (1849) a lui Herman Melville, protagonistul afirmă: „Cine mă ucide cu pietre va fi ca Herostrat, cel care a dat foc templului...”[14]
- Jaroslav Hašek în prefața ultimului său roman, Peripețiile bravului soldat Švejk, l-a comparat pe Herostrat cu Švejk (protagonistul romanului) și l-a lăudat pe acesta din urmă.
- Protagonistul filmului Herostratus (1967) angajează o companie de marketing pentru a transforma săritura sa sinucigașă în gol într-un spectacol mass-media.
- În romanul Două surori (1970) al lui Gore Vidal povestea vieții lui Herostrat apare ca un subiect secundar.
- În piesa Uită-l pe Herostratus! (1972) a lui Grigori Gorin un „om de teatru” din prezent examinează judecata lui Herostrat în scopul de a înțelege sursa dezastrului care afectează omenirea.
- Povestirea „Erostratus” a lui Jean-Paul Sartre se bazează în principal pe povestea lui Herostrat.
- În filmul Călăuza (1979) al lui Andrei Tarkovski se face referire la Herostrat.